# Krzysztof Lipka (muzykolog)
Krzysztof Lipka (ur. 12 czerwca 1949 w Łodzi) – polski muzykolog, historyk sztuki, filozof; doktor habilitowany, emerytowany profesor Uniwersytetu Muzycznego im. Fryderyka Chopina, w latach 1975–1999 redaktor Programu III Polskiego Radia, współzałożyciel Polskiego Radia Bis, pisarz, poeta.

## Życiorys
Ukończył III Liceum Ogólnokształcące im. T. Kościuszki w Łodzi, a następnie Wydział Teorii i Dyrygowania Państwowej Szkoły Muzycznej II stopnia im. F. Chopina w Warszawie (dyplom 1971).
Studiował historię na Uniwersytecie Łódzkim oraz na Uniwersytecie Warszawskim muzykologię (dyplom z rozkładu harmoniki funkcyjnej w r. 1979 u prof. Zofii Lissy) i historię sztuki (dyplom z architektury neogotyku w r. 1989 u prof. Tadeusza S. Jaroszewskiego). W latach 1970–2002 mieszkał i pracował w Warszawie. W latach 2002–2005 mieszkał we Francji (Prowansja), w latach 2005–2011 w Hiszpanii (Andaluzja).

## Działalność

### Praca radiowa

#### Program III Polskiego Radia
W latach 1975–1999 redaktor Programu III Polskiego Radia, autor licznych audycji i słuchowisk literacko-muzycznych. Komentator od 1992.
Współpracował w tym czasie z muzykami: stale z kompozytorami: Piotrem Mossem, Marcinem Błażewiczem, Norbertem Mateuszem Kuźnikiem, pianistą Waldemarem Malickim, perkusistą Stanisławem Skoczyńskim, reżyserem dźwięku Andrzejem Brzoską, z realizatorem dźwięku Łucją „Dzidką” Kamińską.
Z Piotrem Mossem realizował m.in.: „Trochę pleśni, trochę mgły... – z poezji Zbigniewa Herberta", „W lustrach kabaretu" i liczne pozycje w cyklu Harmonia Mundi). Tłumaczył libretta autorstwa Jean-Louis Bauera do oper Piotra Mossa: „Ptak Ugui", „Cyrk Giuseppe", „Carla". Z Marcinem Błażewiczem stworzył oratorium radiowe „Atlantyda naszych dni". W słuchowiskach Krzysztofa Lipki występowali m.in.: Irena Jun, Mariusz Dmochowski, Krzysztof Kolberger, Krzysztof Kołbasiuk, Lech Komarnicki, Włodzimierz Nowakowski, Zbigniew Zapasiewicz.
Teksty poetyckie Krzysztofa Lipki z cyklu „Elegie moszczenickie” posłużyły Marcinowi Błażewiczowi do skomponowania „Symfonii”.
Norbert Mateusz Kuźnik skomponował cykl pieśni na podstawie tłumaczeń poematów Pierre’a de Ronsarda, drugi cykl do wierszy z tomu „Usta i kamień” oraz pieśń chóralną „Inwektywa na warzywa”. Stanisław Moryto napisał cykl pieśni do wybranych wierszy z tomu „Kasztanów Dwadzieścia”.
Przeprowadzał liczne wywiady, m.in. z Krzysztofem Boczkowskim, Ariadną Bohdziewiczową, Joanną Bruzdowicz, Stefanem Centomirskim, Huguette Dreyfus, Michałem Głowińskim, Tadeuszem S. Jaroszewskim, Antonim Liberą, Krystianem Lupą, Witoldem Lutosławskim, Zbysławem M. Maciejewskim, Ludmiłą Marjańską, Zbigniewem Mentzlem, Stanisławem Moryto, Krzysztofem Musiałem, Aleksandrem Nawrockim, Włodzimierzem Odojewskim, Marią Poprzęcką, Jerzym Prokopiukiem, Włodzimierzem Lechem Puchnowskim, Jadwigą Rappé, Joanną Rawik, Jackiem Sempolińskim, Rafałem Stradomskim, Martą Tomaszewską, Krystianem Zimermanem.
Ważniejsze cykle:
- „Muzyczne kariery koronowanych głów" (1975),
- „Dzieje Francji w muzyce" (1977),
- „Beethoven – właściciel mózgu" (1977),
- „Kreisleriana" (1978 – 1979),
- „Mistrzowie francuskiego baroku" (1982 – 1987),
- „Pamiętniki muzyczne" (1988 – 1991),
- „Harmonia mundi" (1988 – 2000).

Słuchowiska (wybór):
- „Musa gastronomica, czyli o rozkoszach smaku i słuchu” (1979),
- „Z rękami na klawiaturze” (1980),
- „Wieczór wigilijny Brahmsa” (1982),
- „Muzyka w radiu” (1987),
- „Carmen bez Carmen” (1988),
- „Scena balkonowa” (1994).

#### Polskie Radio BIS
Inicjator i współzałożyciel Polskiego Radia BIS. W latach 1994 – 1998 kierownik pierwszej w historii Polskiego Radia „Redakcji Form Eksperymentalnych”. Kierownik „Redakcji Popularyzacji Kultury” (1998 – 2002). Od 2002 komentator. Wraz z Renatą Gorczyńską prowadził „Maraton z Panem Tadeuszem” (22 marca 1998 r.).
Ważniejsze cykle:
- „Harmonia mundi” (1994 – 2002),
- „Kieszonkowe wydanie historii muzyki” (1995 – 1998),
- „Muzyka w Globie Szekspira” (1997 – 1998),
- „Klub Sztuk Pięknych” (1996 – 1997),
- „Biblioteka arcydzieł” (z prof. Janem Tomkowskim, od 1998 – 2000),
- „Stolik Literacki” (równolegle z Renatą Gorczyńską, 1999).

Słuchowiska (wybór):
- „Śmierć Henryka Kleista” (1994),
- „Szakale i hieny, czyli Dzieci Terroru” (1995),
- „Stosunek międzyludzki” (1995),
- „Majster Hummel” (1996),
- „Skwapliwi pośrednicy” (1996),
- „Korzeń świata” (1997),
- „Sarabanda z Saragossy” (1997),
- „Gdańszczanin Kasper Foerster” (1997),
- „Zbrodnia w Muzeum Instrumentów Muzycznych” (1997).

#### Program II Polskiego Radia
Na antenie Programu II Polskiego Radia w okresie listopad 2015 – maj 2016 prowadził cykl audycji „Wszechświat na pięciolinii”.

#### Radio Dla Ciebie
Od listopada 2016 r. prowadzi koncerty "Brzmienie młodości" z udziałem najzdolniejszych młodych muzyków związanych z UMFC.

#### Nagrody zagraniczne
- 1977 – I nagroda w konkursie „Pro Musica", Budapeszt, za audycję „Beethoven – właściciel mózgu"

Czterokrotnie „Prix Musical de Radio Brno”, za audycje:
- 1982 "Pierwsze kroki kompozytora: Karol Szymanowski",
- 1987 "Scena balkonowa" (temat: S. de Cyrano de Bergerac – E. Rostand – J.B. Förster),
- 1991 "Majster Hummel" (organmistrz słowacko-polski, współautor: Etela Čárska),
- 1997 "Świat w zasięgu ręki" (o niewidomych muzykach).

#### Nagrody krajowe
- 1978 Nominacja do Prix Italia za audycję „Kota Mruczysława poglądy na muzykę”,
- 1983 Nagroda Indywidualna I Stopnia Prezesa PRiTV,
- 1992 „Złoty Mikrofon”,
- 1997 Nagroda Publiczności na Festiwalu Słuchowisk Polskiego Radia, Bolimów, za słuchowisko „Atlantyda naszych dni" (o Wenecji, z muzyką Marcina Błażewicza).

Styl radiowy Krzysztofa Lipki był analizowany w jednej z prac magisterskich (Instytut Muzykologii UW, mgr Bożena Sitek).
W 2011 r. w Instytucie Muzykologii UW pod kier. dr. hab. Z. Skowrona powstała praca magisterska „Muzyczność w twórczości prozatorskiej i poetyckiej Krzysztofa Lipki w świetle polskich typologii związków muzyczno-literackich” (mgr Jacek Jarczyński).

### Działalność poza radiem
Wielokrotnie współpracował z teatrami, w tym z Krystianem Lupą (Teatr Miniatura w Warszawie, Stary Teatr w Krakowie, Teatr im. C. Norwida w Jeleniej Górze), z Piotrem Mossem, z Marcinem Jarnuszkiewiczem, z Grzegorzem Woźniakiem i z Ireną Jun.
Od chwili powstania w roku 2004, ściśle związany z warszawską Galerią aTAK. Redaktor i autor tekstów do katalogów artystów: Krzysztofa M. Bednarskiego, Ryszarda Grzyba, Łukasza Korolkiewicza, Teresy Pągowskiej oraz do wystawy zbiorowej „Pejzaż Południa”. Z Jerzym Wojciechowskim współredaktor serii wydawniczej „Rozpoznania. Zeszyty Galerii aTAK”:
- „Abstrakcyjne prace Artura Nachta-Samborskiego na tle całokształtu twórczości artysty. Dyskusja panelowa 29 listopada 2007”, Warszawa 2009.
- Janusz Jaremowicz, „Z galerii sensów. Wybór tekstów o sztuce”, Warszawa 2010.

Autor tekstów z zakresu sztuki współczesnej m.in. w katalogach wystaw Jana Dobkowskiego, Zbysława M. Maciejewskiego, Józefs Tomczyka, Anny Ziaji.

### Uniwersytet Muzyczny Fryderyka Chopina
W roku akademickim 1998–1999 w ramach Studium Nauk Humanistycznych na Akademii Muzycznej Fryderyka Chopina w Warszawie wygłosił cykl wykładów pt. „Metafizyka muzyki”, gdzie wyłożył własną koncepcję filozofii muzyki. W latach 2000 – 2002 wykładał na I Wydziale Akademii Muzycznej Fryderyka Chopina style muzyczne dla studentów teorii muzyki. W roku 2006 obronił doktorat „Filozoficzne podłoże treści dzieła muzycznego” pod kierunkiem dr hab. Jagny Dankowskiej, prof. UMFC. W latach 2007 – 2009 wykładał estetykę, historię sztuki i historię kultury.
W roku 2013 na Uniwersytecie Mikołaja Kopernika w Toruniu uzyskał stopień doktora habilitowanego filozofii (specjalność estetyka) na podstawie książki „Pejzaż nadziei. Historyczny rozwój muzyki jako proces o charakterze teleologicznym” i całości dorobku; recenzenci: prof. zw. dr hab. Mirosław Żelazny, prof. dr hab. Anna Jamroziakowa, prof. dr hab. Iwona Lorenc, dr hab. Tadeusz Kobierzycki. Od października 2013 r. prof. UMFC. Od 2013 do 2016 sekretarz naukowy w Katedrze Nauk Humanistycznych.
W roku akademickim 2018/2019 wykładał gościnnie historię kultury na Uniwersytecie Leona Koźmińskiego dla kadry naukowej.

## Twórczość literacka i publikacje naukowe
Jako prozaik debiutował opowiadaniem „Wariacje z fletem” w „Twórczości” w roku 1983.
Jest autorem ponad trzystu szkiców, esejów i artykułów z zakresu sztuki i kultury oraz utworów literackich (nie licząc prasy codziennej). Publikował m.in. w czasopismach: „Akcent” „Arche”, „Art & Business”, „Aspiracje”, „Canor”, „Enigma”, „Estetyka i Krytyka”, „Filharmonia”, „Firma”, „Hi-Fi”, „Jazz Forum”, „Klasyka”, „Konteksty”, „Kultura”, „Kwartalnik Filmowy”, „Literatura”, „Miesięcznik Literacki”, „Muzyka 21”, „Nowe Książki”,  „Nowy Napis”,  „Ogłoszenia”, „Ogród”, „Pielgrzym Polski”, „Podróże i Marzenia”, „Powściągliwość i Praca”, „Ruch Muzyczny”, „Studio”, „Sztuka i Filozofia”, „Teatr”, „Tu i Teraz”, „Tygodnik Powszechny”. Od 2015 r. prowadzi w „Ruchu Muzycznym” stały felieton, „Racje i aberracje” z zakresu filozofii sztuki. Publikował w gazetach: „Express Wieczorny”, „Nowa Europa”, „Nowy Świat”, „Życie”.
Felietonista w czasopiśmie „Ruch Muzyczny” w latach 2015 – 2019 („Racje i aberracje”).

### Książki beletrystyczne
- „Wariacje z fletem”, opowiadania, MAW, Warszawa 1989
- „Laura na Zamku Godzin. Baśń na dwanaście wieczorów”, Fundacja Polskiej Sztuki Nowoczesnej, Warszawa 2012
- „Usta i kamień”, wiersze, C&K Studio, Kraków 1992
- „Pensjonat Barataria”, powieść filozoficzna, wyd. Unia Wydawnicza C & S, Warszawa 19931, Nowy Świat, Warszawa 2003
- „Elegie moszczenickie”, tom poetycki, Aula, Warszawa 2000
- „Wszystko przez Schuberta, czyli Mikropowieść wściekle nowoczesna”, Aula, Warszawa 2001
- „Kasztanów Dwadzieścia. Trzy eklogi”, tomik poetycki, Nowy Świat, Warszawa 2003
- „Technika własna”, zbiór opowiadań, Nowy Świat, Warszawa 2007
- „Nóż na gardle”, powieść z czasów Rewolucji Francuskiej, Nowy Świat 2012 (E-book)
- „Niespodziewana przemiana Marszałka Bimbusa”, PWM, Kraków 2018
- „Statek szaleńców. Dziennik pokładowy”, Manufaktura Słów, Gdynia 2020
- „Mamuśki. Ponieść erotyczna, ale nie pornos”, Manufaktura Słów, Gdynia 2021

### Książki eseistyczne
- „Słyszalny krajobraz. Szkice o powiązaniach literatury i muzyki od Abélarda do Rilkego”, Nowy Świat, Warszawa 2003
- „Miasta i klucze”, Nowy Świat, Warszawa 2005

### Książki z zakresu filozofii muzyki
- „Utopia urzeczywistniona. Metafizyczne podłoże treści dzieła muzycznego”, Warszawa 2009
- „Pejzaż nadziei. Historyczny rozwój muzyki jako proces o charakterze teleologicznym”, Warszawa 2010
- „Entropia kultury. Sztuka w ponowoczesnej pułapce”, Warszawa 2013
- „Abstrakcja i przestrzeń. Szkic o ekspansji myśli i sztuki”, Wydawnictwo PWM, Warszawa 2017

Jest także autorem ponad dwudziestu jeszcze nie wydanych książek, także eseistycznych.
O twórczości literackiej Krzysztofa Lipki pisali m.in.: Zbigniew Bieńkowski („Przegląd Literacki”), Krystian Brodacki („Ekspress Wieczorny”), Etela Čárska, Andrzej Gronczewski, Teresa Grzybkowska („Tytuł”), Janusz Jaremowicz („Nowe Książki”), Maria Jentys („Twórczość”), Katarzyna Kaniewska („Poezja”), Paulina Kierzek („Teksty Drugie”, „Ruch Muzyczny”), Jakub Zdzisław Lichański („Twórczość”), Jolanta Metera („Nowe Książki”), Stanisław Mutz („FA-art”), Agnieszka Nęcka („Nowe Książki”), Bohdan Pociej („Arka”, „Nowe Książki”), Leszek Polony („Nowe Książki”), Aleksandra Reimann („Ruch Muzyczny”), Paweł Rodak („Polityka”), Radosław Romaniuk („Twórczość”), Jan Tomkowski („Nowe Książki”), Marcin Trzęsiok („Ruch Muzyczny”), Tomasz Wach, Jan Zieliński („Odra”).

### Artykuły, szkice i eseje o tematyce muzycznej
Spis nie uwzględnia tekstów w programach i recenzji z koncertów, omówień płyt, listów do redakcji, haseł encyklopedycznych, artykułów i notatek w prasie codziennej.
- „Bach i Beethoven jako studium czasu i przestrzeni”, Ruch Muzyczny nr 20 z 4. X. 1981, s. 3 – 5;
- „Fantazja nocna Schumanna”, Ruch Muzyczny nr 6 z 22. VIII. 1982, s. 9 – 10;
- „Jubilat Rameau: człowiek – dzieło – myśl” (w 300-lecie urodzin), 2 części, Ruch Muzyczny 1983, nry: 25 z 11. XII. (s. 21 – 23), 26 z 25. XII. (s. 23 – 35);
- „Musica ludens et docens” (XII Dni Muzyki Starych Mistrzów), Ruch Muzyczny nr 5 z 26. II. 1984, s. 8 – 9;
- „Nowe spotkania z muzyką starych mistrzów – festiwal kontrastów”, Ruch Muzyczny nr 4 z 17. II. 1985, s. 8 – 9;
- „Ogień – powietrze – ziemia – woda – Bach” (w 300 rocznicę urodzin), Literatura nr 9 z IX. 1985, s. 26 – 29;
- „Muzykowanie w cieniu pręgierza (XIV Dni Muzyki Starych Mistrzów)”, Ruch Muzyczny nr 4 z 16. II. 1986, s. 7 – 8;
- „Skrzypce i szpada kawalera de Saint-Georges”, Ruch Muzyczny nr 21 z 12. X. 1986, s. 22 – 23;
- „Pieśni i hymny Wielkiej Rewolucji Francuskiej”, Ruch Muzyczny 1989, 3 części: nry: 24 z 19. XI.,„Kuplety sankiulotów” (s. 20 – 22); 25 z 3. XII. „Trzy wielkie pieśni” (s. 22 – 23); nr 26 z 17. XII., „Hymny obywatelskie” (s. 16 – 18);
- „Teatr słuchu absolutnego”(o muzyce w teatrze Krystiana Lupy), Teatr nr 6 z VI. 1990, s. 30;
- „Beethoven i Rewolucja Francuska”, Ruch Muzyczny nr 24 z 2. XII. 1990, s. 1 i 5;
- „Podróż śladami organmistrza Hummla”, Ruch Muzyczny nr 25 z 15. XII. 1991, s. 6;
- „Marsylianka", Podróże i Marzenia 1992;
- „Zanim powstały filharmonie”, Filharmonia, XI. – XII. 1992, s. 3 – 5;
- „Beethoven – właściciel mózgu”, 7 części, Podróże i Marzenia 1992;
- „Abelard – kompozytor”, Podróże i Marzenia 1992;
- „Ciągle zależymy od naszych poprzedników... – rozmowa z Huguette Dreyfus”, Ruch Muzyczny nr 11 z 30. V. 1993, s. 4;
- „Koncert jako bieg życia: Angst und Form Piotra Mossa”, Ruch Muzyczny nr 12 z 13. VI. 1993, s. 1 i 3;
- „Biała koszula”, Canor nr 5, 1993, s. 54 – 55;
- „Stworzenie świata przed Haydnem”, Canor nr 6, 1993, s. 73 – 75;
- „Festiwal Jeunesses Musicales, Kielce 1993”, Ruch Muzyczny nr 25 z 12. XII. 1993, s. 2;
- „Walka Tankreda z Kloryndą”, Canor nr 7, 1993, s. 31 – 34;
- „Akordeon w perspektywie i w zbliżeniu”, Ruch Muzyczny nr 1 z 9. I. 1994, s. 2;
- „Boski Claudio Monteverdi polską mową opisany”, Nowe Książki nr 2, 1994, s. 54 – 55;
- „Życie dla muzyki, muzyka dla cieni – obraz baroku w filmie Wszystkie poranki świata Alaina Corneau”, Kwartalnik Filmowy nr 6, 1994, s. 80 – 101;
- „Silvius Leopold Weiss, ostatni wielki lutnista, nadworny muzyk królewicza Aleksandra Sobieskiego”, Canor nr 8, 1994 s. 50 – 55;
- „Korespondencja Karola Szymanowskiego: dialogi wokół muzyki”, Nowe Książki nr 11, 1994, s. 34 – 35;
- „Więcej niż słowo i obraz – w poszukiwaniu związków pomiędzy architekturą i muzyką", Arché nr 7, s. 2 – 6;
- „Mxnxstrxndxsx – klawesynowa tragikomedia Couperina”, Canor nr 10, 1994, s. 47 – 50;
- „Lodoïska – polska opera francuskiego Włocha”, Canor nr 11, 1994, s. 55 – 61;
- „Portret Marii Leszczyńskiej”, Canor nr 13, 1995, s. 34 – 39;
- „Krystyna Sznerr-Mierzejewska 1928 – 1994”, Ruch Muzyczny nr 18 z 3. IX. 1995, s. 10 – 11;
- „Ein warschauer Porträt von Johann Adolf Hasse [Warszawski portret Johanna Adolfa Hassego]" [w:] Johann Adolf Hasse und Polen, Warszawa 1995, s. 185 – 189;
- „Malbruk na wojnę ruszył!”, Canor nr 15, 1995, s. 46 – 52;
- „Chopin w cieniu jaskółki”, Tygodnik Powszechny nr 1 z 7. I. 1996, s. 17;
- „Muzyka – most ku niewidzialnemu” Tygodnik Powszechny nr 25 z 23. VI. 1996, s. II Kontrapunktu;
- „Pyton, zwycięzca Febusa” (o Gastonie III de Foix) [w:] Sztuka około r. 1400. Materiały z sesji Stowarzyszenia Historyków Sztuki, Poznań 1996, Warszawa 1996, t. 1, s. 301 – 318;
- „Szczęście także do biografii: Tansman J. Cegiełły”, Nowe Książki nr 9, 1996, s. 50;
- „Mój neoboecjanizm”, Canor nr 17, 1997, s. 45 – 48;
- „Muzykologia przez pryzmat humoru: Słuch absolutny N. Slonimsky’ego”, Nowe Książki nr 1, 1997, s. 40;
- „Epizod z historii lutni” (Ninon i Henri de L'Enclos), Canor nr 18, 1997, 42 – 45;
- „Jan Jakub w krainie dźwięków” (J.J. Rousseau), Canor nr 19, 1997, s. 41 – 51;
- „Organum quadruplum Perotina jako muzyczny rówieśnik paryskiej katedry Notre-Dame”, Canor nr 20, 1997, s. 38 – 42;
- „Fantazja Betlejemska” Tygodnik Powszechny nr 51 – 52 z 21. – 28. XII. 1997, s. 8;
- „Ilustracyjność a programowość w muzyce”, Sztuka i Filozofia nr 14, 1997, 101 – 111;
- „Śpiew ptaków” [w:] Flora i fauna w kulturze średniowiecza. Materiały XVII Seminarium Mediewistycznego, Poznań 1997, s. 56 – 64;
- „Szum anielskich skrzydeł”, Tygodnik Powszechny nr 1 – 2 z 1. III. 1998, s. VI Kontrapunktu;
- „Grzmot po kościele”, Canor nr 22, 1998, s. 25 – 37;
- „Akordeonowa uczta z tradycjami”, Ruch Muzyczny nr 3 z 8. II. 1998, s. 15 –16;
- „Sztuka pasji”, Hi-Fi nr 5, maj 1998, s. 60 – 61;
- „Zawody porządku z fantazją”, Canor nr 23, 1998, s. 33 – 37;
- „Rozmowa wiekuistych harmonii: Pasje Bacha”, Tygodnik Powszechny nr 15 z 12. IV. 1998, s. 11;
- „Kto myśliwy – do trąby…”, Ruch Muzyczny nr 17 z 23. VIII. 1998, s. 25;
- „Małe jest piękne? Wielkie jest wzniosłe?”, Hi – Fi nr 3, marzec 1998, s. 42 – 47;
- „Świat w zasięgu ręki”, Canor nr 24, 1998, s. 44 – 47;
- „Kastraci, czyli anielskie głosy ofiar muzycznej zmysłowości”, Kwartalnik Filmowy nr 21 – 22, 1998, s. 261 – 284;
- „Lęk przed ciszą”, Życie (z Kropką) z 17. V. 1999, s. 23;
- „Politycznie podejrzana”, Nowe Książki nr 8, 1999, s. 18;
- „Postać i dzieło: Grażyna Bacewicz”, Nowe Książki nr 9, 1999, s. 51;
- „Słyszalny krajobraz – muzyka w dziele Rilkego”, 3 części, Canor 1999, nry: 25 Muzyka (s. 24 – 28), 26 Malte (s. 29 – 34), 27 Sonety do Orfeusza (s. 29 – 38);
- „Geniusz i bon vivant: Artur Rubinstein”, Nowe Książki nr 11, 1999, s. 66 – 67;
- „Prawda o Czajkowskim”, Nowe Książki nr 12, 1999, s. 14 – 15;
- „Słowa jak milczenie” [w:] Semantyka milczenia. Materiały z międzyuczelnianej sesji naukowej, 1999, s. 235 – 247;
- „Filozoficzne traktaty perkusyjne Marcina Błażewicza” [w:] W kręgu sztuki perkusyjnej, Zeszyty Naukowe Akademii Muzycznej im. F. Chopina, nr 47, 1999, s. 111 – 123;
- „Geniusz bezradny wobec totalitaryzmu: Dymitr Szostakowicz K. Meyera”, Nowe Książki nr 3, 2000, s. 30;
- „Lulu – klęska konstruktywizmu”, Muzyka 21 nr 1, 2000, s. 11 – 12;
- „Marilyn Horne żegna się ze sceną”, Muzyka 21, nr 2, 2000, s. 12 – 13;
- „Księga Konferencji Chopinowskiej: esej – nauka – dokument”, Ruch Muzyczny nr 9 z 30. IV. 2000, s. 36 – 37;
- „Boska Cecilia, Szalony Antonini i Christie Olimpijczyk”, Muzyka 21 nr 3, 2000, s. 10 – 11;
- „Pięć wieczorów w nowojorskiej Metropolitan Opera”, Muzyka 21 nr 4, 2000, s. 34 – 38;
- „W Amsterdamie dobrze i źle”, Muzyka 21 nr 5, 2000, s. 15 – 16;
- „Muzyko, ty jesteś jak zdrowie...”, Muzyka 21 nr 6, 2000, s. 38 – 41;
- „Metropolitan Opera w tygodniu szczególnie uroczystym”, 2 części, Muzyka 21, 2000, nry: 7, s. 10 – 13, 8, s. 9 – 10;
- „Nigdy w życiu nie zaśpiewałam w Warszawie Pasji Janowej... – rozmowa z Jadwigą Rappé”, Muzyka 21 nr 7, s. 26 – 34;
- „Muzyka średniowiecznych palaczy”, Canor nr 28, 2000, s. 31 – 34;
- „Muzyka na Księżycu”, Canor nr 29, 2000, s. 28 – 33;
- „Żadna twórczość nie ma już dzisiaj sensu - rozmowa z Rafałem Stradomskim”, Muzyka 21, nr 8, 2000, s. 24 – 27;
- „Nieśmiertelna maleńka fraza”, Canor nr 30, 2001, s. 29 – 33;
- „Wszechmoc muzyki”, Canor nr 31, 2001, s. 41 – 44;
- „Mały mistrz i wielki Bach”, Canor nr 32, 2001, s. 27 – 32;
- „Muzyka pośród nie odkupionego milczenia świata”, 2 części, Muzyka 21, 2001, nry: 2, s. 54 – 56, 3, s. 52 – 55;
- „Sześćdziesiąte urodziny Placida Dominga – Wielka Gala w Metropolitan Opera”, Muzyka 21 nr 4, 2001, s. 15 – 17;
- „Wiedeń – Berlin – Paryż: trzy dzieła w trzech stolicach”, Muzyka 21 nr 6, 2001, s. 9 – 12;
- „Eugenia Rezler – wielkie objawienie na rossiniowskim festiwalu”, Ruch Muzyczny nr 8 z 15. IV. 2001, s. 26 – 27;
- „Martwe natury – milczące instrumenty” [w:] Semantyka milczenia 2. Zbiór studiów pod red. K. Handtke, Warszawa 2002, s. 151 – 162;
- „Cztery wieczory w Salzburgu”, Ruch Muzyczny nr 20 z 29. IX. 2002, s. 24 – 26;
- „Co to jest opera? Coś, co kocham najbardziej! – rozmowa z Krzysztofem Musiałem, Sponsorem Kultury 2001”, Ruch Muzyczny nr 25 z 8. XII. 2002, s. 14 – 16;
- „Stanisław Moryto – Bez tytułu za to pod wrażeniem”, Opcje, Dwumiesięcznik Kulturalny nr 3, lipiec 2002, s. 103 – 107;
- „Balety rosyjskie po stu latach – znowu w Paryżu”, Ruch Muzyczny nr 26 z 22. XII. 2002, s. 15 – 16,
- „Ucho lubieżne” [w:] Muzyka i erotyka. Materiały z sesji muzykologicznej, Poznań 2002,
- „Warszawska Włoszka we Francji”, Ruch Muzyczny nr 6 z 23. III. 2003, s. 28;
- „Operowe wycieczki: Licitra i Cura w Zurychu”, Ruch Muzyczny nr 10 z 18. V. 2003, s. 25 – 26;
- „Paryska prapremiera Boreadów Rameau”, Ruch Muzyczny nr 10 z 18. V. 2003, s. 26 – 28;
- „Salzburger Festspiele 2003: trzy wieczory”, Ruch Muzyczny nr 21 z 19. X. 2003, s. 8 – 9;
- „Król Roger w Théâtre du Châtelet”, Ruch Muzyczny nr... 2003;
- „Duch minionych wigilii”, Tygodnik Powszechny nr 51 – 52, 2003, s. 26;
- „Szafarz światła”, Tygodnik Powszechny nr 16, 2003, s. 16;
- „Karla Poppera kilka myśli o muzyce”, Estetyka i Krytyka nr 4, 2003, s. 167 – 175;
- „Warstwowy układ treści dzieła muzycznego” [w:] Filozofia muzyki. Studia pod red. Krzysztofa Guczalskiego, Kraków 2003, s. 161 – 171;
- „O koncercie fortepianowym Piotra Mossa”, Ruch Muzyczny nr 1 z 11. I. 2004, s. 16 – 17;
- „Przestrzeń artystyczna jako klucz do nowoczesności: malarstwo – muzyka – literatura” [w:] Oko, ręka i myśl artysty. Materiały z sesji Stowarzyszenia Historyków Sztuki, Kazimierz Dolny 2002, Lublin 2004;
- „Kota Mruczysława poglądy na muzykę”, 5 części, Canor nry: 33, 2001, s. 25 – 32; 34, 2002, s. 27 – 34; 35, 2003, s. 31 – 35; 36, s. 33 – 37; 37, 2004, s. 35 – 38.
- „Operowe wycieczki: W Londynie dobrze i źle”, Ruch Muzyczny nr 10 z 16. V. 2004, s. 31 – 32;
- „Théâtre du Chatelet, czyli jak wystawiać barokowe opery”, Ruch Muzyczny nr 15 / 2004;
- „Jeden tydzień w MET: od konsternacji do rewelacji”, Ruch Muzyczny nr 8 / 2004, s. 30 – 32;
- „Rozczarowanie. Salzburger Festspiele 2004”, Ruch Muzyczny nr 21 / 2004;
- „Instrumenty muzyczne na obrazach Jacka Malczewskiego. Prawda i zmyślenie” [w:] „Muzyka w obrazach Jacka Malczewskiego. Materiały z sesji…”, Warszawa 2005, s. 75 – 96;
- „Tak źle i tak niedobrze. Salzburger Festspiele 2005”, Ruch Muzyczny nr 20 / 2005, s. 29 – 32;
- „Kogo przedstawia warszawski portret Haasego?”, Ruch Muzyczny nr 5 / 2006, s. 32 – 33;
- „Musica letitiae comes medicina dolorum. Martwe natury z instrumentami muzycznymi ze szkoły Bergamo”, Aspiracje, lato 2006 s. 38 – 43;
- „Dźwiękowa monografia Piotra Mossa”, Ruch Muzyczny nr 5 / 2007, s. 44;
- „Rzeczy, których forma jest w duszy. Kilka pytań z ontologii dzieła sztuki (muzycznej)” [w:] „Wizje i re-wizje. Wielka Księga Estetyki w Polsce”, Kraków 2007, s. 325 – 330;
- „Odpowiedzialność przed geniuszem. Kilka słów o rekonstrukcji Agawe Szymanowskiego – 	Mossa”, Aspiracje, zima 2007 – 2008;
- „Muzyczny przedmiot intencjonalny w ponowoczesnej pułapce”, abstrakt referatu na VIII Zjeździe Filozoficznym, Księga streszczeń, Warszawa 2008, s. 485; - całość w druku, „Sztuka i Filozofia”;
- „Świadek wyższej realności. O „Muzyce” Krzysztofa Jeżewskiego”, Tygiel Kultury nr 4 – 6 / 2008, s. 55 – 60;
- „Malować niewidzialne, wyśpiewać niebrzmiące” [w:] „Dźwięk, światło, obraz w sztuce polskiej XX w.”, Warszawa 2008, s. 55 – 70;
- „Ucho lubieżne”, Res Facta Nova 2008, s. 235 – 244;
- „Pozadźwiękowy materiał dzieła muzycznego” [w:] „Materia sztuki”, Materiały XXXIV Ogólnopolskiej 	Konferencji Estetycznej, Kraków 2008.
- „Pojąć muzykę i jej pojmowanie. O Marii Piotrowskiej Hermeneutyce dla muzykologów”, Ruch Muzyczny nr 15 / 2009;
- „Roztropowicz dyryguje nowym utworem Piotr Mossa”, Ruch Muzyczny nr 11 z 1. VI. 2009, s. 4;
- „Andante favori” (poemat o Beethovenie) [w:] Adam Czartkowski, „Beethoven. Próba portretu duchowego”, Warszawa 2010, s. 329 – 330;
- „Sfinksy. Motywy znaczące jako próba semantyzacji struktury muzycznej”, Konteksty nr 2-3 2011, s. 305-314;
- „Zwycięstwo nad śmiercią. O Symfonii pieśni żałosnych Henryka Mikołaja Góreckiego” Wydawnictwo UMFC – przyjęty do druku; fragment w kwartalniku Opcje
- „Instrumenty muzyczne – portret zbiorowy, cz. 1: Instrumenty jako wzór materiał dla sztuk plastycznych”, Aspiracje, zima 2012;
- „Podstawa bytowa dzieła muzycznego. Kilka wątpliwości ontologicznych”, Materiały z sesji Hartmannowskiej, Lublin 2013;
- „Rzeczy nie tknięte”. Warstwy dzieła muzycznego według koncepcji Nicolaia Hartmanna. Konsekwencje i rozwinięcie, Materiały Konferencji Hartmannowskiej, Toruń 2013
- „Instrumenty muzyczne – portret zbiorowy, cz. 2: Instrumenty jako dzieła sztuki, Aspiracje, 1 (31) 2013;
- „Instrumenty muzyczne – portret zbiorowy, cz. 3: Instrumenty jako podłoże arcydzieł. Organy – król instrumentów, uniwersum piękna”, Aspiracje 2 (32) 2013;
- „Piotr Orawski. Wspomnienie”, Ruch Muzyczny listopad 2013, s. 78.

### Artykuły, szkice i eseje z dziedziny sztuk plastycznych, filmu, literatury
- „Mój Dickens (w 170 rocznicę urodzin)”, Pielgrzym Polski nr 512, VI. 1982, s. 18 – 20;
- „Tajemniczy świat blasku i mroku Georges’a de La Tour”, Pielgrzym Polski, nr 513 – 514, VII. – VIII. 1982, s. 34 – 37;
- „Niepublikowany list Kraszewskiego do Księdza Superintendenta Generalnego Manitiusa”, Pielgrzym Polski nr 515, IX. 1982, s. 9 – 12;
- „Katedra”, Podróże i Marzenia, 1992;
- „Zbysław M. Maciejewski: lider polskiego postmodernizmu”, Podróże i Marzenia, 1992;
- „Ojciec Ren”, Podróże i Marzenia, 1992;
- „Praga Kafki”, Podróże i Marzenia, 1992;
- „Triumf wyzwolonej barwy”, Nowe Książki nr 8, 1993, s. 64 – 65;
- „Szkic – przyczynek do definicji” [w:] Projekt – szkic – bozzetto, Materiały Seminarium Metodologicznego Stowarzyszenia Historyków Sztuki, Nieborów, czerwiec 1989, Warszawa 1993, s. 97 – 100;
- „Jubileusz Matejki: dwie strony medalu”, Nowe Książki, nr 12, 1993, s. 9 – 11;
- „Metropolis Fritza Langa”, Kwartalnik Filmowy, nr 3, 1994, s, 85 – 90;
- „Worpswede”, Kwartalnik Artystyczny, nr 2, 1994, s. 103 – 107;
- „Krystian Lupa: Mieszkaniec Utopii”, Nowe Książki, nr 10, 1994, s. 44 – 45;
- „Wizjonerzy w służbie propagandy: architektura klasycyzmu rewolucyjnego” [w:] Klasycyzm i klasycyzmy – materiały sesji Stowarzyszenia Historyków Sztuki, Warszawa, listopad 1991, Warszawa 1994, s. 131 – 143;
- „Dwa oblicza Jerzego Ficowskiego”, Nowe Książki, nr 11, 1994, s. 54 – 55;
- „Topografia Utopii – przestrzeń i architektura w teatrze Krystiana Lupy”, Arché, 9/1994, s. 16 -18;
- „Dzieci raju”, Kwartalnik Filmowy, nr 12 – 13, 1996, s. 85 – 92;
- „Zmierzch pełen ognia”, Kwartalnik Filmowy, nr 12 – 13, 1996, s. 180 – 194;
- „A mon seul désir: Jednorożec – średniowieczna fantasmagoria erotyczna i jej implikacje w najnowszej sztuce polskiej” [w:] Sztuka a erotyka – materiały sesji Stowarzyszenia Historyków Sztuki, Łódź, listopad 1994, Warszawa 1995, s. 125 – 147;
- „Sen Stattlera” [w:] De gustibus – studia ofiarowane przez przyjaciół T.S. Jaroszewskiemu z okazji 65 rocznicy urodzin, Warszawa 1996, s. 356 – 363;
- „Wstęp” [w:] Mikołaj Hertel, Sonety, C&K Studio, Kraków 1996, s. 5;
- „Opowieści o architekturze: T.S. Jaroszewski, Po pałacach i dworach Mazowsza”, Nowe Książki, nr 10, 1996, s. 65 – 66;
- „Między epiką, retoryką a poezją: Rękopis znaleziony w Saragossie”, Kwartalnik Filmowy, nr 17,  1997, s. 106 – 118;
- „Wybierać wieczne przed przemijającym” (Rilke: Worpswede), Art & Business, 1997;
- „Antwerpia w sześciu salach” (recenzja wystawy w MN w Warszawie), Art & Business, nr 1 – 2, 1998, s. 70 – 75;
- „Pejzaż romantyczny we mgle” (recenzja wystawy w MN we Wrocławiu), Art & Business, nr 9, 1998, s. 43 – 44;
- „Anton von Werner – apologeta klęski pod Sedanem”  [w:] Nacjonalizm w sztuce i historii sztuki 1789 – 1950. Materiały konferencji Instytutu Sztuki PAN, Warszawa 1998, s. 109 – 115;
- „Szrukoj. Pamięci Marty Gundlachówny”, Konteksty, nr 3 – 4, 1998, s. 170 – 172;
- „Metonimia – nowe zastosowanie pojęcia w analizie rzeźby na przykładzie dzieł francuskich XVIII w.” [w:] Ars longa. Prace dedykowane pamięci Profesora Jana Białostockiego. Materiały sesji Stowarzyszenia Historyków Sztuki, Warszawa, listopad 1998, Warszawa 1999, s. 367 – 376;
- „Los syna marnotrawnego”, wstęp [w:] Historia opowiedziana ciemności R. M. Rilkego w przekładzie Krystiana Lupy, Warszawa 2000, s. 5 – 19;
- „Malarz żywiołu niepozorności. Recenzja wystawy J.-B.-S. Chardina w Grand Palais”, Art & Business, nr 7 – 8, 2000, s. 44 – 48;
- „Grafika Wielkiej Rewolucji Francuskiej ze szczególnym uwzględnieniem zbiorów Stanisława Augusta” [w:] Sztuka i władza. Materiały z konferencji Instytutu Sztuki PAN 1998, Warszawa 2001, s. 85 – 93;
- „Zbysław Marek Maciejewski. Ryciny i rysunki z daru J.K. Kamińskiego w kolekcji Gabinetu Rycin BUW”, wypowiedzi, analizy i wspomnienia, Gabinet Rycin BUW, Warszawa 2001;
- „Fragmenty opowieści (i nie tylko) Jacka Sempolińskiego” [w:] Sztuka dzisiaj. Materiały sesji Stowarzyszenia Historyków Sztuki Warszawa 2001, Warszawa 2002, s. 223 – 237;
- „Paryski Panteon jako miejsce spotkania najróżniejszych postaci renesansu” [w:] Recepcja renesansu. Materiały sesji Stowarzyszenia Historyków Sztuki Łódź 2002, Warszawa, 2004;
- „Linia śladem myślenia” [w:] Jan Dobkowski, Malarstwo, Warszawa 2004, 12 s. nie numerowanych.
- „Mistrz i uczeń” [w:] Pejzaż Południa 2004, Galeria aTAK, Warszawa 2005, s. 45 – 46;
- „Malarz w muzycznej bibliotece” [w:] Mowa i moc obrazów. Prace dedykowane Profesor Marii Poprzeckiej, Warszawa 2005, s. 345 – 350;
- „Diariusz z Vellano” [w:] Pejzaż Południa 2005, Galeria aTAK, Warszawa 2006, s. 64 – 70;
- „Linia mety nie kończy biegu… Tony Richardson: Samotność długodystansowca”, Kwartalnik Filmowy, nr 53, Kino brytyjskie cz. II, wiosna 2006 s. 2 – 26;
- „Jajko i nóż – przed obrazem Grzegorza Bednarskiego z cyklu Hedonista maluje Ukrzyżowanie.
- „Fantazja metafizyczna” [w:] Grzegorz Bednarski, Hedonista maluje Ukrzyżowanie, Galeria aTAK, Warszawa 2006, s. 14 – 19;
- „Grzegorza Bednarskiego figur-racje” [w:] Figury i figuracje. Materiały sesji naukowej SHS, pod red. M. Kitowskiej-Łysiak, R. Kasperowicza, M. Lachowskiego, L. Lameńskiego, Lublin 2006, s. 331 – 346;
- „Pejzaż nadziei. O potrzebie wzajemnej edukacji we wszystkich sztukach pięknych”, Aspiracje, lato 2007, s. 62 – 65;
- „Przesypywanie czasu” [w:] Teresa Pągowska. Przesypywanie czasu. Malarstwo 1962 – 2006, Galeria aTAK, Warszawa 2008, s. 19 – 116;
- „Linia śladem śmierci… „Tytanic” Jana Dobkowskiego”, Exit, nr 3 (75), VI – VIII 2008, s. 4896;
- Zeszyty Galerii aTAK, Abstrakcyjne prace Artura Nachta-Samborskiego, redakcja i Wstęp (wraz z Jerzym Wojciechowskim), Galeria aTAK, Warszawa 2009;
- Zeszyty Galerii aTAK, Z galerii sensów. Eseje o sztuce Janusza Jaremowicza, redakcja i Wstęp (wraz z Jerzym Wojciechowskim i Magdaleną Sołtys), Galeria aTAK, Warszawa 2010;
- „Życie i śmierć w filmie Moderato cantabile Petera Brooka” Kwartalnik filmowy, 2010;
- „Szaleństwo zwyczajności – zwyczajność szaleństwa. Rumble Fish Francisa Forda Coppoli”, Kwartalnik Filmowym nr 74, lato 2011, s. 129 – 142;
- „Wnętrze salonu – wnętrze piekieł? Anioł zagłady Bunuela”, Kwartalnik Filmowy.
- „Miasto i krzyk”, referat na sesji SHS o mieście i urbanistyce, Lublin 2010; przedruk: Konteksty, nr 3-4 2012, s. 332 – 335;
- „Maciejewski”, Wiadomości ASP [Kraków], nr 58, lipiec 2012, s. 66 – 68;
- „Maciejewski”, Kraków, (tekst w katalogu wystawy);
- „Wszystko jest ciałem i duchem” [w:] Jan Dobkowski. Nokturny, katalog wystawy, Warszawa 2012, [s. 5-6];
- „W pogoni za Moby Dickiem” [w:] Krzysztof M. Bednarski. Moby Dick – rzeźba, katalog wystawy w Galerii aTAK 2012 – 2013, s. 28 – 39;
- „Moby Dick – sztuka łączenia przeciwieństw. Krzysztof M. Bednarski”, Orońsko. Kwartalnik Rzeźby, nr 1 (90) 2013, s. 21 – 24;
- „Wewnętrzna prawda” [w:] Łukasz Korolkiewicz, Peryferie, katalog wystawy w Galerii aTAK, maj – czerwiec 2013;
- „Zwierzę w klatce z człowieka. O portretach i parawanach Ryszarda Grzyba”, katalog wystawy w Galerii aTAK, luty-marzec 2014, s. 7 – 9;

## Członkostwo w stowarzyszeniach
- Stowarzyszenie Historyków Sztuki od 1991, sekretarz Zarządu Oddziału Warszawskiego 1994 – 2002,
- Stowarzyszenia Pisarzy Polskich od 1993; członek Komisji Rewizyjnej Oddziału Warszawskiego 1996 – 1999, członek Zarządu Oddziału Warszawskiego 1999 – 2002,
- Stowarzyszenie Autorów ZAiKS od 1993.